# Cucumaria paraglacialis
Cucumaria paraglacialis is een zeekomkommer uit de familie Cucumariidae.
De wetenschappelijke naam van de soort werd in 1942 gepubliceerd door Svend Geisler Heding.